# Halfing

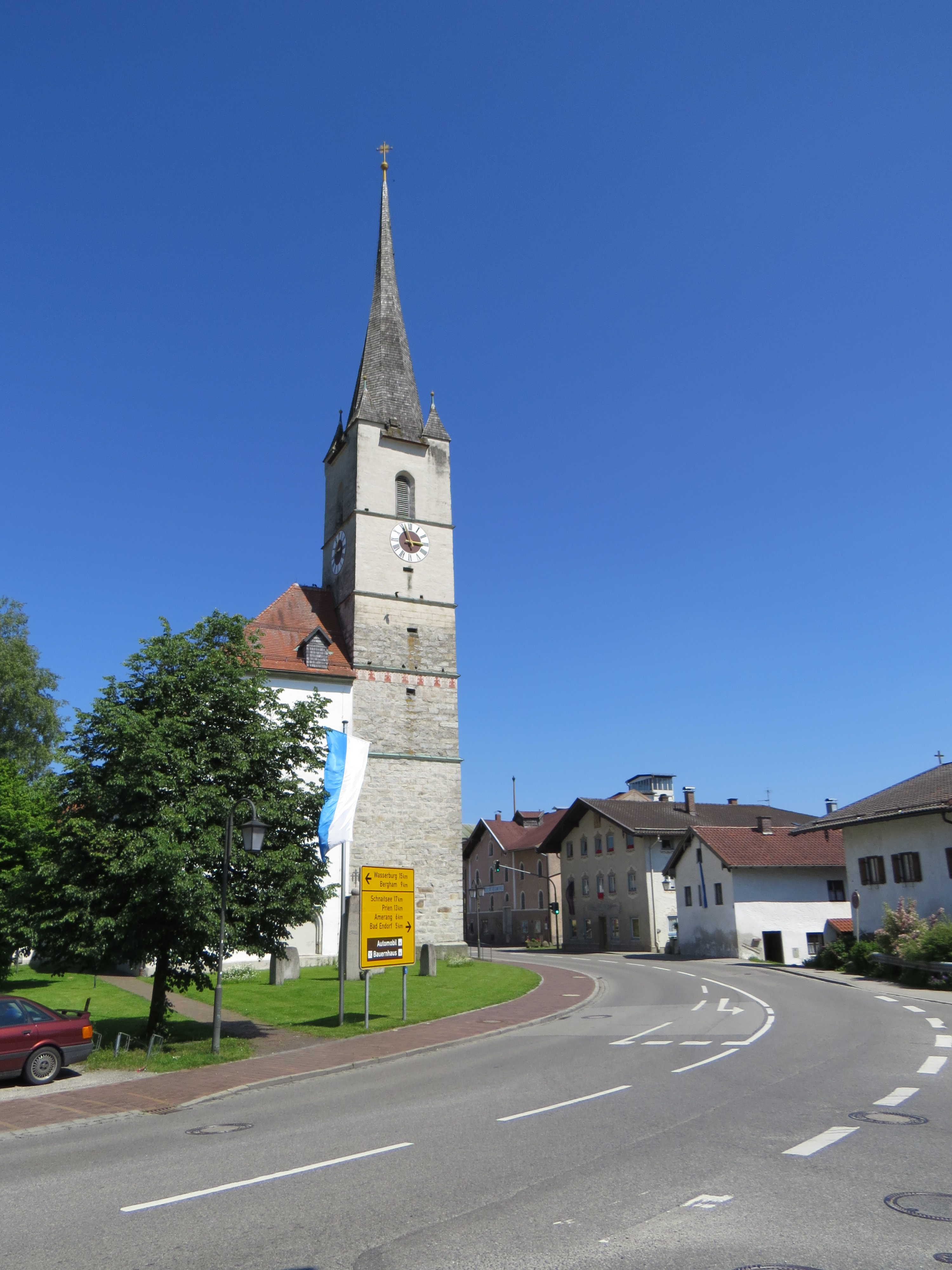
Pfarr- und Wallfahrtskirche Mariä Himmelfahrt

Halfing ist eine Gemeinde im oberbayerischen Landkreis Rosenheim sowie Sitz der Verwaltungsgemeinschaft Halfing.

## Geografie

### Lage
Die Gemeinde liegt im Chiemgau und in der Planungsregion Südostoberbayern.
Der Hauptort befindet sich rund 17 km nordöstlich von Rosenheim, 14 km südlich von Wasserburg am Inn, 5 km nordwestlich von Bad Endorf, 13 km nordwestlich von Prien am Chiemsee und 35 km von Traunstein entfernt.

### Gemeindegliederung
Es gibt 22 Gemeindeteile (in Klammern ist der Siedlungstyp angegeben):
- Eberloh (Weiler)
- Egg (Dorf)
- Fahrtbichl (Einöde)
- Forchtenegg (Dorf)
- Gehersberg (Weiler)
- Graben (Weiler)
- Grafing (Weiler)
- Gunzenham (Dorf)
- Halfing (Pfarrdorf)
- Hangendobl (Einöde)
- Haslach (Weiler)
- Hofbau (Weiler)
- Holzham (Dorf)
- Immling (Einöde)
- Irlach (Weiler)
- Lungham (Weiler)
- Mühldorf (Dorf)
- Racherting (Weiler)
- Rothmoos (Einöde)
- Rundorf (Weiler)
- Sonnendorf (Weiler)
- Wölkham (Weiler)

### Natur
Folgende Schutzgebiete berühren das Gemeindegebiet:
- Landschaftsschutzgebiet LSG "Moor- und Tallandschaften bei Söchtenau" (LSG-00489.01)
- Landschaftsschutzgebiet Halfinger Freimoos (LSG-00582.01)
- Fauna-Flora-Habitat-Gebiet Moore und Seen nordöstlich Rosenheim (8039-302)

## Geschichte

### Bis zum 19. Jahrhundert
Halfing wurde 928 erstmals urkundlich erwähnt. Der Ort gehörte 1732 bis 1803 als eine geschlossene Hofmark (Halfing mit Forchtenegg) zum Kloster Seeon, das ihn von den Herren von Fossa erworben hatte. 1803 wurde das Hofmarksgericht Halfing aufgehoben. Im selben Jahr kam Halfing an das Landgericht Trostberg.
1818 wurde Halfing im Zuge der Verwaltungsreformen in Bayern eine selbständige politische Gemeinde. 1853 kam diese zum Landgericht Prien und mit diesem dann 1862 an das neugebildete Bezirksamt Rosenheim.

### Einwohnerentwicklung
Zwischen 1988 und 2018 wuchs die Gemeinde von 2134 auf 2835 Einwohner bzw. um 32,9 %.
- 1970: 1755 Einwohner
- 1987: 2005 Einwohner
- 1991: 2326 Einwohner
- 1995: 2481 Einwohner
- 2000: 2615 Einwohner
- 2005: 2792 Einwohner
- 2010: 2700 Einwohner
- 2015: 2700 Einwohner

## Politik

### Gemeinderat
|                 | 2020 | 2014 | 2008 | 2002 |
| --------------- | ---- | ---- | ---- | ---- |
| Sitze insgesamt | 14   | 14   | 14   | 14   |
| CSU             | 5    | 7    | 7    | 7    |
| HWV 1           | 5    | 4    | 4    | 4    |
| FW              | 4    | 3    | 3    | 3    |

### Bürgermeister
- Erste Bürgermeisterin: Regina Braun, CSU
- Zweiter Bürgermeister: Konrad Aicher, HWV[5]

### Wappen
| Wappen von Halfing | Blasonierung: „Gespalten von Rot und Silber; vorne ein silberner, mit einem schwarzen Farbe belegter Balken, hinten auf schwarzem Dreiberg ein rotes Seerosenblatt an rotem Stiel.“ |
| Wappen von Halfing | Wappenbegründung: Der mit einer schwarzen Leiste (Faden) belegte silberne Balken im vorderen Feld gibt das Stammwappen der Laiminger wieder, die von 1342 bis 1577 Inhaber der aus dem Dorfgericht Halfing und der Herrschaft über die benachbarte Burg Forchtenegg entstandenen Hofmark waren. Das Wappen der Adelsfamilie ist auf Siegeln und Grabmälern vor allem in der Klosterkirche Seeon überliefert. Das für den Namen Seeon redende, heraldisch stilisierte Seerosenblatt im hinteren Feld entspricht dem Wappen der Benediktinerabtei Seeon, die seit dem Mittelalter in Halfing begütert war. Nach verschiedenen adligen Besitzern konnte das Kloster Seeon 1732 auch die Hofmark Halfing mit Forchtenegg erwerben; Halfing verblieb bis zur Säkularisation 1803 unter der Hofmarksherrschaft des Klosters. Dieses Wappen wird seit 1955 geführt. |

## Kultur
Das Immling Festival ist ein Festival für klassische Musik. Es findet seit 1997 jährlich von Juni bis August statt.

## Verkehr

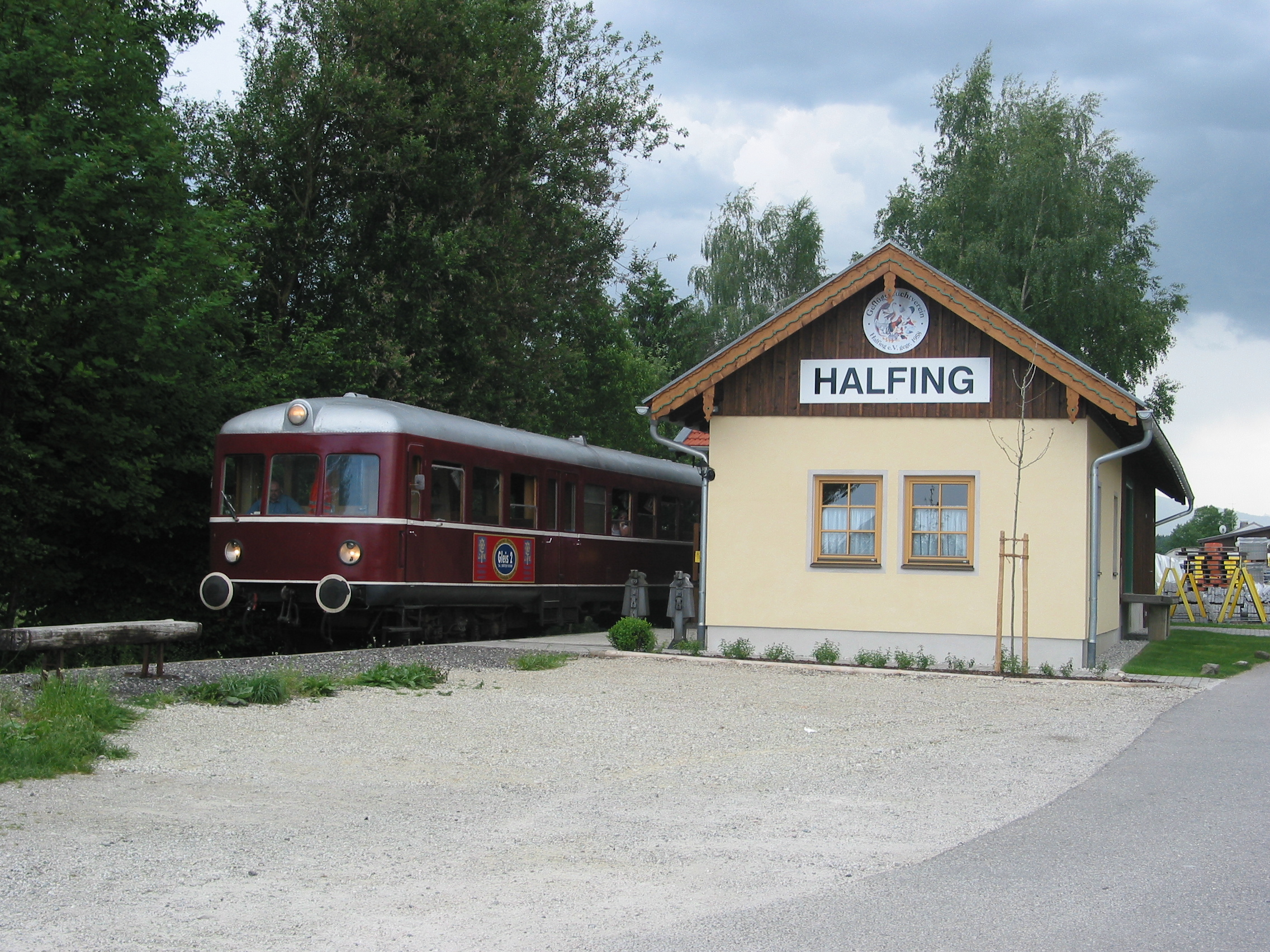
Bahnhof der Lokalbahn Endorf–Obing

- Straße: Die Bundesautobahn 8 (Anschlussstelle Bernau am Chiemsee) liegt 18 km weiter südlich.
- Busverkehr: Busverbindungen bestehen nach Wasserburg, Bad Endorf und Prien am Chiemsee bzw. nach Rosenheim, Prutting und Amerang.
- Schiene: In Halfing gibt es einen kleinen Bahnhof der Chiemgauer Lokalbahn. Der Zug fährt am Wochenende und zu besonderen Anlässen von Bad Endorf über Halfing nach Obing am See. Der nächstgelegene Bahnhof mit fahrplanmäßigem Halt ist in Bad Endorf.
- Luftfahrt: Drei Kilometer südlich des Ortskernes besteht der Flugplatz Bad Endorf, ein Sonderlandeplatz für Luftfahrzeuge bis 2000 kg Höchstabfluggewicht (MTOW).

## Persönlichkeiten
- Max Gimple (* 1940), Verwaltungsjurist und Kommunalbeamter